# ジョアナ・パストラーナ
ジョアナ・パストラーナ・ガリンドー（スペイン語: Joana Pastrana Galindo、1990年9月29日 - ）は、スペインの女子プロボクサー。初代ヨーロッパ女子ミニマム級王者。IBF女子ミニマム級王者。

## 経歴
2013年、アマチュアとしてマドリード選手権に出場し、2016年2月6日、フエンテ・エル・サス・デ・ハラマにて、ブルガリアのIvana Yanevaを破りプロデビュー。
2016年、初代ヨーロッパ女子ミニマム級王座を獲得。10月7日、ドイツのティナ・ルプレヒトとWBCシルバー王座を争うが、2回に中手骨を骨折し判定負け。試合後、半年の休養を余儀なくされた。
2017年9月22日、ハンガリーのJudit HachboldをKOで破りEBU女子ミニマム級王座獲得。
2018年6月22日、ドイツのOezlem Sahinを破りIBF女子世界ミニマム級王座を獲得。